# بال دارداي

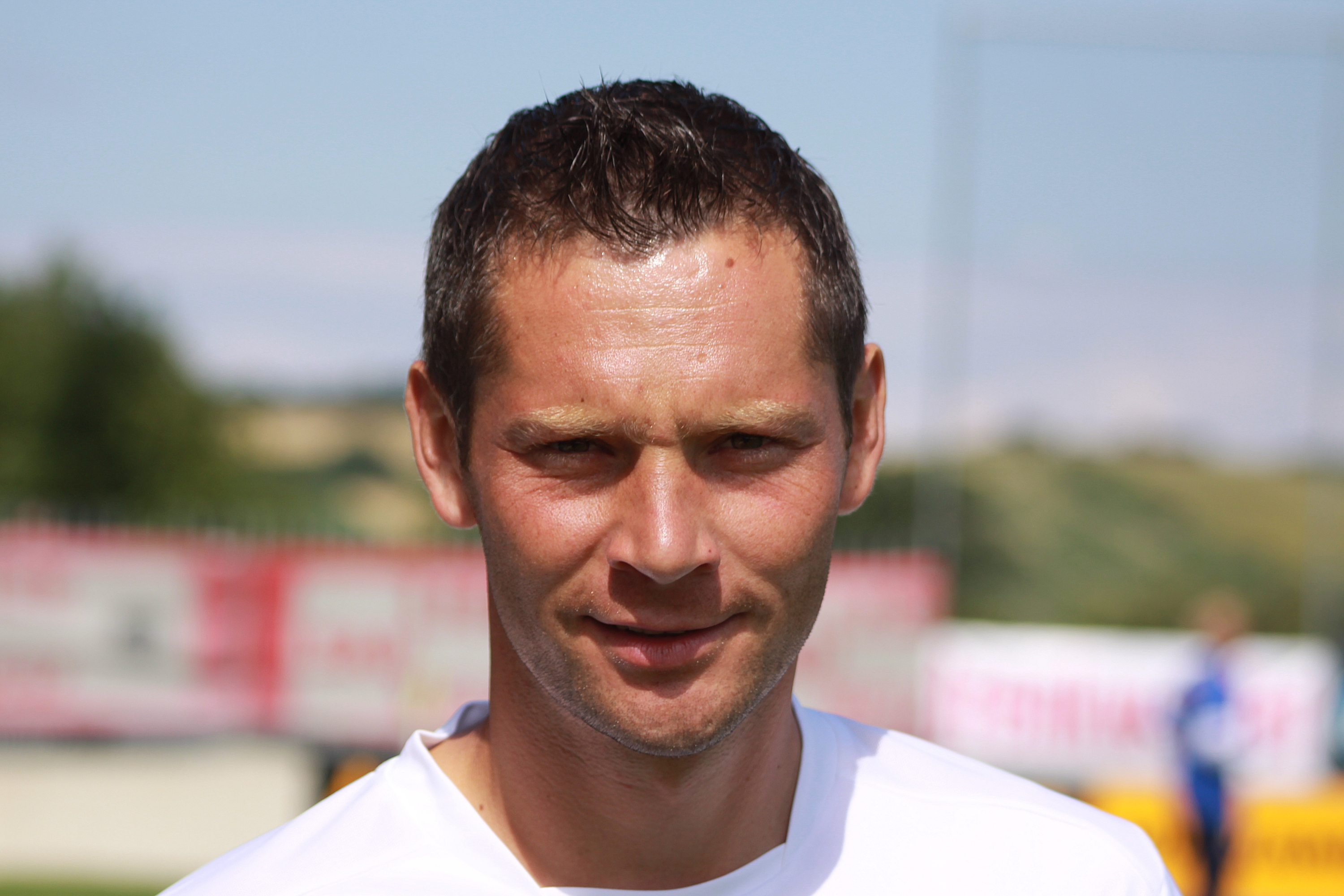

بال دارداي (بالمجرية: Dárdai Pál)‏ (مواليد 16 مارس 1976 في بيتش - المجر) لاعب كرة قدم مجري يلعب حاليا لصالح نادي الدرجة الأولى هرتا برلين الألماني منذ 1997 في مركز الوسط المدافع .

## روابط خارجية
- بال دارداي على موقع الاتحاد الدولي (مؤرشف)  (الإنجليزية)
- بال دارداي على موقع الاتحاد الأوربي (الإنجليزية)
- بال دارداي على موقع قاعدة بيانات كرة القدم.إي يو (الإنجليزية)
- بال دارداي على موقع بيانات كرة القدم. دي إي (الألمانية)
- بال دارداي على موقع ناشيونال فوتبول تيمز (الإنجليزية)
- بال دارداي على موقع Soccerbase.com (لاعب) (الإنجليزية)
- بال دارداي على موقع Soccerway.com (الإنجليزية)
- بال دارداي على موقع عالم كرة القدم.نت (الإنجليزية)
- بال دارداي على موقع كووورة